# Metabolisches Äquivalent
Das metabolische Äquivalent (engl. metabolic equivalent of task) – kurz {\displaystyle MET} – wird verwendet, um den Energieverbrauch eines Menschen bei verschiedenen Aktivitäten zu vergleichen. Es ist eine Größe der Dimension Zahl (nicht zu verwechseln mit einer Einheit). Moderate körperliche Aktivität hat etwa ein metabolisches Äquivalent von 3 bis 6. Da der Energieumsatz individuell unterschiedlich ist, eignet sich der Vergleich von Aktivitäten mittels metabolischem Äquivalent nur für den relativen Vergleich des Energieverbrauchs einer Person. Das metabolische Äquivalent wird als Maß in der Ergometrie genutzt.

## Definition
Das metabolische Äquivalent ist als Verhältnis des Arbeitsumsatzes (engl. work metabolic rate) {\displaystyle WMR} zum Ruheumsatz (engl. rest metabolic rate) {\displaystyle RMR} definiert:
{\displaystyle MET={\frac {WMR}{RMR}}}
Der Arbeitsumsatz ist der Stoffwechselumsatz während einer Aktivität, der Ruheumsatz ist der Stoffwechselumsatz während „stillem Sitzen“. Grundsätzlich gibt es zwei gängige Definitionen für den Stoffwechselumsatz (engl. metabolic rate) {\displaystyle MR}:
- als Energieumsatz {\displaystyle MR_{P}} mit der Dimension einer Leistung. Die SI-Einheit wäre demnach das Watt. Es wird auch die Einheit kcal/h (Kilokalorie pro Stunde) verwendet.
- als Sauerstoffumsatz {\displaystyle MR_{\dot {V}}} mit der Dimension eines Volumenstroms. Die SI-Einheit wäre demnach m³/s (Kubikmeter pro Sekunde). Es wird auch die Einheit mL/min (Milliliter pro Minute) verwendet.

## Näherung des Ruheumsatzes
Zur Berechnung des metabolischen Äquivalents wird der Ruheumsatz {\displaystyle RMR} häufig in Abhängigkeit vom Körpergewicht {\displaystyle m} abgeschätzt:
- als Energieumsatz: {\displaystyle RMR_{P}\approx 1{,}0\,\mathrm {\frac {kcal}{h\cdot kg}} \cdot m\approx 1{,}163\,\mathrm {\frac {W}{kg}} \cdot m}
- als Sauerstoffumsatz: {\displaystyle RMR_{\dot {V}}\approx 3{,}5\,\mathrm {\frac {mL}{min\cdot kg}} \cdot m}

### Beispiele
Für einen Läufer (83 kg) wird ein Energieumsatz von 773 W (Watt) berechnet. Dieser Wert ist der Stoffwechselumsatz und nicht die Leistung, die zum Beispiel ein Fahrradergometer anzeigt. Das metabolische Äquivalent beträgt mit abgeschätztem Ruheumsatz:
{\displaystyle MET\approx {\frac {773}{1{,}163\cdot 83}}=8{,}0}
Für eine Boxerin (62 kg) wird ein Sauerstoffumsatz von 1800 mL/min gemessen. Das metabolische Äquivalent beträgt mit abgeschätztem Ruheumsatz:
{\displaystyle MET\approx {\frac {1800}{3{,}5\cdot 62}}=8{,}3}

## Körperliche Belastbarkeit
Das maximal erreichbare metabolische Äquivalent ist ein Maß für die körperliche Belastbarkeit eines Menschen.
Bei Menschen bzw. Patienten, die eine eingeschränkte Belastbarkeit aufweisen ({\displaystyle MET<4}), sollten bei Operationen mit mittlerem oder auch hohem kardialen Risiko weitere sogenannte nicht-invasive Belastungstests durchgeführt werden (etwa Belastungs-EKG, Dobutamin-Stressechokardiographie oder Adenosin-Myokardszintigraphie).